# 吸血姬夕維
《吸血姬夕維》（日语：吸血姫夕維）是垣野內成美所繪的日本少女漫畫作品，也是《吸血姬美夕》的外傳作品。於雜誌《月刊Suspiria Mystery》（秋田書店）上進行連載。另外由GENE公司負責遊戲化。

## 故事簡介
日本少女瑞月夕維是擁有吸血姬血統的鬼公主夕姬的親姊妹早姬的子孫，她的父親是神魔，母親是人類小百合。她父親在小百合懷孕期間被美夕逐回黑暗，小百合因為悲傷絕望而接受了美夕的『血的交換』來換取永遠幸福的夢。夕維因此有了美夕之血，在經過了十多年對此一無所知的孩提時期後，身體的變化令她漸漸覺醒。與此同時，擁有鬼族血統的青年那嵬為了喚醒夕姬以拯救與夕姬一同沉眠在血池中的義兄躬行而找上了夕維，使她終於完全覺醒，不但成為真正的吸血姬，更學會了操縱櫻花的攻敵之法。二人從此並肩作戰，在夕姬的侍衛紫野千珠等人的幫助下為把所有作惡多端的惡鬼趕回黑暗世界以及喚醒夕姬而努力。

## 登場人物
※擔當聲優為遊戲版。

### 夕維與夥伴們
瑞月夕維（みづき ゆい）
声：川澄綾子
由神魔的父與擁有吸血姬一族之血的母親所生下的人類。
那嵬（なぎ）
声：綠川光
為擁有吸血姬一族之血的一名青年、屬於弥家族的一員（「弥」與「瑞月」為親戚關係）。
千珠（せんじゅ）
声：緒方惠美
夕姫直屬近衛兵。
碧（みどり）
與千珠同樣為夕姬的近衛兵，「兵」家族屬於吸血姬一族的成員。
真乃（まの）
由人間界所養育擁有吸血姬一族之血的少年。
早良（さわら）
夕姬的姪子。
夕姬（ゆき）
夕維很久遠的祖先也是一名吸血姬。

### 人類朋友
京子
夕維中學時期的同班同學、兒時玩伴。
昭治
夕維的青梅竹馬。身為獨生子的夕維把他當成令人憧憬值得信賴的哥哥的存在。長大後與京子結婚。
夕維的外祖母

## 出版書籍
吸血姫 夕維
| 集數 | 標題 | 秋田書店   | 秋田書店           |
| 集數 | 標題 | 發售日期   | ISBN               |
| ---- | ---- | ---------- | ------------------ |
| 1    |      | 1990年8月  | ISBN 4-25-312609-X |
| 2    |      | 1992年1月  | ISBN 4-25-312610-3 |
| 3    |      | 1995年4月  | ISBN 4-25-312611-1 |
| 4    |      | 1995年9月  | ISBN 4-25-312616-2 |
| 5    |      | 1995年12月 | ISBN 4-25-312617-0 |

- 文庫版

| 集數 | 秋田書店     | 秋田書店           |
| 集數 | 發售日期     | ISBN               |
| ---- | ------------ | ------------------ |
| 1    | 2006年1月6日 | ISBN 4-25-317965-7 |
| 2    | 2006年4月6日 | ISBN 4-25-317966-5 |
| 3    | 2006年7月6日 | ISBN 4-25-317967-3 |

吸血姫 夕維 香音抄
- 有「*」為限定版。

| 集數 | 秋田書店                     | 秋田書店                               |
| 集數 | 發售日期                     | ISBN                                   |
| ---- | ---------------------------- | -------------------------------------- |
| 1    | 2002年5月30日                | ISBN 4-25-312833-5                     |
| 2    | 2002年10月31日               | ISBN 4-25-312834-3                     |
| 3    | 2003年4月24日                | ISBN 4-25-312835-1                     |
| 4    | *2004年3月31日 2004年5月20日 | *ISBN 4-25-318156-2 ISBN 4-25-312836-X |
| 5    | *2004年3月31日 2004年5月20日 | *ISBN 4-25-318157-0 ISBN 4-25-312837-8 |
| 6    | 2005年3月28日                | ISBN 4-25-312971-4                     |
| 7    | 2005年4月28日                | ISBN 4-25-312972-2                     |
| 8    | 2005年7月28日                | ISBN 4-25-312973-0                     |

- 文庫版

| 集數 | 秋田書店       | 秋田書店           |
| 集數 | 發售日期       | ISBN               |
| ---- | -------------- | ------------------ |
| 1    | 2006年10月10日 | ISBN 4-25-317895-2 |
| 2    | 2007年1月10日  | ISBN 4-25-317896-0 |
| 3    | 2007年4月24日  | ISBN 4-25-317897-9 |
| 4    | 2007年7月31日  | ISBN 4-25-317898-7 |

吸血姫夕維 最終章
| 集數 | 秋田書店      | 秋田書店               |
| 集數 | 發售日期      | ISBN                   |
| ---- | ------------- | ---------------------- |
| 1    | 2018年6月20日 | ISBN 978-4-253-23874-8 |
| 2    | 2018年6月20日 | ISBN 978-4-253-23875-5 |

### 同人誌
2009年出版的同人誌為香音抄的續篇，名為「最終章」，於2015年連載完結。全15卷。同人誌包括香音抄的後記附錄短篇和番外篇皆刊載於同人誌。

## 遊戲
以《吸血姫夕維〜千夜抄〜》為標題，由GENE發行販售。
- 原作：垣野内成美
- 系列構成：小中千昭
- 遊戲平台：PS2、Windows
- 發售日：2003年3月27日（PS2版）、2003年7月18日（PC版）

### 遊戲原創人物
長谷部菜穗（はせべ なほ）
声：倉田雅世
飯塚聰美（いいづか さとみ）
声：益田沙稚子
折口美奈（おりぐち みな）
聲：淺川悠
吉崎歌織（よしざき かおり）
聲：鈴木七海
四谷千沙（よつや ちさ）
聲：田村由香里

## 外部連結
- 吸血姫夕維〜千夜抄〜（遊戲官方網站）